# Frederick R. McManus

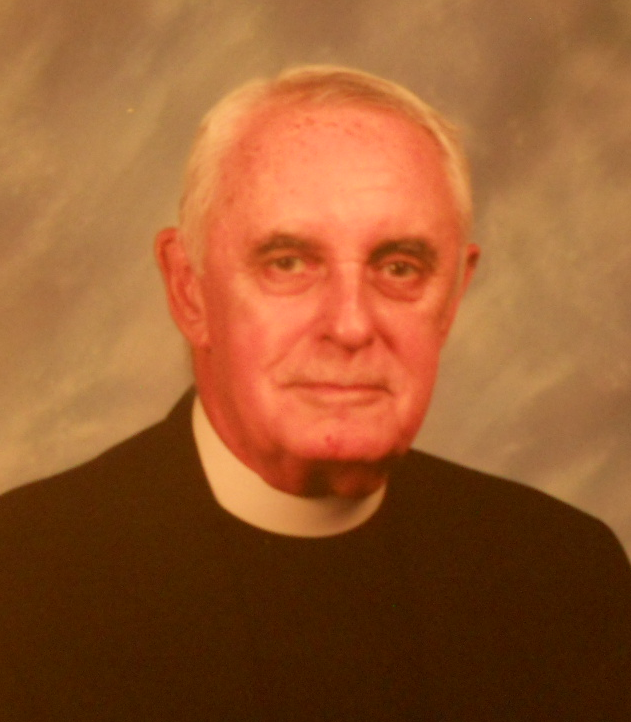
Frederick R. McManus

Monsignore Frederick R. McManus (* 8. Februar 1923 in Lynn, Massachusetts; † 27. November 2005) war römisch-katholischer Geistlicher, Universitätsprofessor an der Catholic University of America in Washington und Experte in kanonischem Recht. Er war von 1979 bis 1981 Präsident der liturgiewissenschaftlichen Gesellschaft Societas Liturgica.